# Cartoon Network (Europa central y oriental)
Cartoon Network es un canal de televisión por suscripción europeo de origen estadounidense, que emite series animadas para una audiencia infantil. Se emite desde Londres para Hungría, Rumania, Chequia, Moldavia y Eslovaquia, y cuenta con cuatro pistas de audio en húngaro, rumano, checo e inglés.

## Historia
Antes del lanzamiento del canal, Rumania, Moldavia y Hungría recibían la señal polaca de Cartoon Network desde el 30 de septiembre de 2002, con pistas de audio en polaco, húngaro, rumano e inglés.
El 1 de octubre de 2008, se lanza una señal específicamente para los países de Europa Central y Oriental (denominado CEE, por sus siglas en inglés), el cual reemplaza a la señal polaca en Hungría, Rumania, Moldavia, Chequia y Eslovaquia. Las pistas de audio en rumano y húngaro que anteriormente se encontraban en Cartoon Network Polonia se trasladaron a esta última señal.
El 20 de septiembre de 2017, se añadió una pista de audio en checo para Chequia y Eslovaquia. Hasta ese entonces, ambos países recibían la programación de Cartoon Network en inglés. Un mes después, el 20 de octubre, Cartoon Network CEE pasó a emitir las 24 horas.
El 26 de febrero de 2018, el canal comenzó a emitir en HD con el lanzamiento de su propia señal en alta definición. Meses después, el 15 de octubre, la señal cambió su relación de aspecto de 4:3 a 16:9.

## Espectadores
Desde su lanzamiento, Cartoon Network ha sido uno de los canales infantiles más populares en Hungría. Una visión anual de las estadísticas publicadas en 2007 muestran que el canal era visto por 1,6% de la población, y estaba en el puesto 17 de los más vistos entre espectadores de 18 y 49 años. A finales de 2011, sobre la base de nueve semanas de mediciones, se convirtió en el canal infantil más visto entre la población de 4 a 14 años. Los dos programas más vistos son Xiaolin Showdown y Adventure Time.
La vista detallada de cada programa se mide desde el 1 de marzo de 2009 en Hungría.
En 2012, el canal tiene 1,7 millones de espectadores en Hungría, con el 35% de los espectadores siendo adultos. Entre abril de 2009 y enero de 2012, Cartoon Network en Hungría estuvo continuamente a la cabeza entre los niños de 4 a 14 años.
En Rumania, la población promedio anual que veía este canal fue de 1.45% en 2011 y bajó a 1.42% en 2012.[cita requerida]